# Shamrock, Texas
Shamrock là một thành phố thuộc quận Wheeler, tiểu bang Texas, Hoa Kỳ. Năm 2010, dân số của xã này là 1910 người.
Thành phố này nằm ở phần phía đông của Texas Panhandle tập trung dọc theo ngã tư đường Interstate 40 (trước đây là xa lộ Hoa Kỳ 66) và US Route 83 là 110 dặm (180 km) về phía đông của Amarillo

## Dân số
- Dân số năm 2000: 2029 người.
- Dân số năm 2010: 1910 người.